# Jitske Visser
Jitske Visser (Zwolle, 29 oktober 1992) is een Nederlands rolstoelbasketbalster.
Visser begon op tienjarige leeftijd met rolstoelbasketbal. Vijf jaar later werd ze geselecteerd voor het Nederlands basketbalteam.
In 2008 kwam Visser voor Nederland uit op de Paralympische Zomerspelen in Peking. Vier jaar later behaalde zij met haar team brons tijdens de Paralympische Zomerspelen in Londen. Ook in Rio de Janeiro was het team goed voor de bronzen medaille tijdens de Paralympische Zomerspelen. Bij de Paralympische Zomerspelen van 2020 in Tokio en 2024 in Parijs wist ze met het Nederlandse team de gouden medaille te behalen.
Visser speelt in de 1. Bundesliga voor de Duitse club 'Thuringia Bulls' waarmee zij in het seizoen 2017/2018 kampioen werd en in Europa de Champions League won. 

## Erelijst
- 2008:Paralympische Spelen Beijing, 6e plek
- 2009: Europees Kampioenschap Stoke Mandeville, zilver
- 2010: Wereldkampioenschap Birmingham, 5e plek
- 2011: Europees Kampioenschap Nazareth, zilver
- 2012: Paralympische Spelen Londen, brons
- 2013: Europees Kampioenschap Frankfurt, goud
- 2014: Wereldkampioenschap Toronto, brons
- 2015: Europees Kampioenschap Worcester, zilver
- 2016: Paralympische Spelen Rio de Janeiro, brons
- 2017: Europees Kampioenschap Tenerife, goud
- 2018: Wereldkampioenschap Hamburg, goud
- 2021: Paralympische Spelen Tokio, goud
- 2023: Wereldkampioenschap Dubai, goud
- 2023: Europees kampioenschap Rotterdam, goud
- 2024: Paralympische Spelen Parijs, goud